# Franschhoek
Franschhoek (literalmente, Esquina Francesa, escrito en neerlandés como Franschen Hoek hasta antes de 1947) es un pequeño pueblo en la provincia del Cabo Occidental y una de las localidades más antiguas de la República de Sudáfrica. Se encuentra a unos 75 kilómetros de Ciudad del Cabo y cuenta con una población de unos 15 000 habitantes. Desde el año 2000 forma parte de la municipalidad de Stellenbosch.

## Historia
Originalmente, los primeros europeos en colonizar el área fueron 176 refugiados hugonotes franceses que llegaron en 1688, luego de que muchos de ellos hayan recibido tierras por parte del gobierno neerlandés en un valle llamado Olifantshoek (esquina de los elefantes), llamado así por las grandes manadas de elefantes que deambulaban por el lugar. El nombre del lugar fue cambiando rápidamente por le Coin Français ("la esquina francesa"), y más adelante por Franschhoek ("Esquina francesa" en neerlandés). Muchos de los colonos nombraron a sus nuevas granjas igual que las áreas de Francia de las que venían. La Motte, Champagne Estates, La Cotte, Cabrière, Provence, Chamonix, Dieu Donné y La Dauphine fueron algunos de las primeras granjas establecidas en el lugar -muchas de ellas aún mantienen sus nombres originales hasta el día de hoy. Muchas de estas granjas se transformaron en notables viñedos y bodegas. Muchos de los nombres de la zona son de origen francés, por ejemplo, Du Toit, Marais, Du Plessis, Malan, Malherbe, y Joubert.
Su herencia del pueblo está mostrada en el Monunmento Hugonote que se encuentra en un extremo del pueblo. El museo cercano relata la historia de los primeros colonos, y cada una de las granjas hugonotas originales cuenta con su propia historia. La arquitectura del Cabo Neerlandés en gran parte del pueblo se mantiene intacta, ya que se han creado restricciones sobre el tipo y cantidad de renovaciones y nuevas construcciones para preservar el espíritu de los primeros colonos del lugar.
En 1904 se construyó una línea férrea de 27 kilómetros entre Paarl y Franschhoek como un medio de transporte alternativo para que los granjeros llevaran sus productos al mercado. Las locomotoras a vapor operaron la línea hasta que fueron reemplazados por locomotoras a diesel en los años 1970, y en los años 1990, a medida que la demanda de transporte férreo disminuyó, los servicios de transporte a lo largo de la ruta fueron descontinuados. La línea fue restaurada en 2012 por un operador privado y ahora ofrece el servicio como el Tranvía del Vino de Franschhoek (Franschhoek Wine Tram en inglés), un proyecto de turismo que utiliza un nuevo tranvía modelado según los Tranvías Brill abiertos a los costados de los años 1890s para el traslado de turistas entre los viñedos de la zona.

### Años recientes
Franschhoek, que en el pasado era un tranquilo pueblo vacacional, ha estado en auge desde los años 1990, y los precios de las propiedades en el lugar se han disparado. Su temperatura ideal en el verano, montañas cubiertas de nieve en el invierno y su proximidad con Ciudad del Cabo la han convertido en uno de los lugares más cotizados para vivir en Sudáfrica. La construcción de la nueva escuela de habla inglesa Bridge House School en las afueras de la aldea también han atraído a muchas personas al área.
El pueblo es conocido por contar con algunos de los mejores restaurantes del país. Esto, sumado a su fuerte cultura vitivinícola, y su belleza natural y arquitectónica han convertido a Franschhoek en lo que muchos han llamado la "capital de la comida y el vino" de Sudáfrica. La ciudad alberga a uno de los 50 mejores restaurantes del mundo, según el "S.Pellegrino world's 50 best restaurants" -un famosa Pâtisserie belga de pralines belgas.
Las características del lugar lo han convertido en un popular destino turístico, con docenas de hostales y pequeñas cabañas disponibles para los turistas.
El festival del fin de semana del Día de la Bastilla se ha celebrado en Franschhoek durante los últimos 15 años.